# هالوسینوژن (نوازنده)
سایمون پوسفورد (به انگلیسی: Simon Posford)؛ زادهٔ ۲۸ اکتبر ۱۹۷۱) که بیشتر با نام حرفه‌ای هالوسینوژن (به انگلیسی: Hallucinogen) شناخته می‌شود، یک نوازندهٔ الکترونیک انگلیسی است که در سبک سایکدلیک ترنس تخصّص دارد. بسیاری معتقدند که نخستین آلبوم استودیویی او، پیچ‌خورده، که در سال ۱۹۹۵ منتشر شد، تأثیر ژرفی بر این سبک نهاده‌است. به‌ویژه در نخستین ترانهٔ این آلبوم، موسوم به "ال‌اس‌دی"، نشانه‌هایی از تعاریف امروزی موسیقی گوا ترنس به‌چشم‌می‌خورد. او تاکنون چندین بار به هند سفر کرده‌است.
دوّمین آلبوم او موسوم به The Lone Deranger در سال ۱۹۹۷ منتشر شد. سوّمین آلبوم او موسوم به In Dub نیز در سال ۲۰۰۲ انتشار یافت.
او همچنین بنیان‌گذار لیبلی به نام توئیستد رکوردز است.
با وجود این که برخی موسیقی هالوسینوژن را "به شدّت تحت تأثیر موادّ روان‌گردان" توصیف کرده‌اند، با توجّه به پیچیدگی رایانه‌های عملیاتی در طول برنامه‌هایش او همیشه به هنگام هوشیاری برنامه اجرا می‌کند.

## ترانه‌شناسی

### آلبوم‌های استودیویی
- پیچ‌خورده (۱۹۹۵)
- درنگر تنها (۱۹۹۷)
- در داب (۲۰۰۲) (ترانه‌های ریمیکس‌شدهٔ هالوسینوژن به‌وسیلهٔ ات)
- در داب - زنده (۲۰۰۹)